# Puerto Plata (province)
Puerto Plata est l'une des 32 provinces de la République dominicaine. Il est situé dans le nord du pays. Comprend de nombreux sites touristiques tels que: Le seul Funiculaire dans les Caraïbes, Ocean World, Cayo Arena, Ensenada Beach, Les 27 flaques d'eau, Le téléphérique, Golden Beach, Zip Doublure Yasica, Singe Jungle, Plage d'Encuentro, Ocean Village et Forteresse de San Felipe. Actuellement à Puerto Plata est le port touristique Amber Cove appartenant à Carnival Corporation qui est l'un des ports les plus modernes dans les Caraïbes.
Son chef-lieu porte le même nom : Puerto Plata. Elle est limitée à l'ouest par la province de Monte Cristi, au sud par celles de Valverde et Santiago, à l'est par celle d'Espaillat et au nord par l'océan Atlantique.